# Коннла Каем
Коннла Каем — (ірл. — Connla Cáem) — Коннла Прекрасний, Коннла Круайдхеглах (ірл. — Connla Cruaidchelgach), Коннла Кривавий Меч — верховний король Ірландії. Час правління: 319—315 до н. е. (згідно з «Історією Ірландії» Джеффрі Кітінга) [2] або 463—443 до н. е. (відповідно до «Хроніки Чотирьох Майстрів») [3]. Син Іререо (ірл. — Irereo) — верховного короля Ірландії. Прийшов до влади в результаті вбивства свого попередника — верховного короля Ірландії на ймення Фер Корб, що раніше вбив його батька (звичай кровної помсти). Відомості про час його правління суперечливі: одні джерела стверджують, що він правив 5 років, інші джерела стверджують, що правив Ірландією 20 років. Помер своєю смертю в Тарі — давній столиці ірландських королів. Його трон успадкував його син Айліль Кайсфіаклах (Айліль Криві Зуби) (ірл. — Ailill Caisfiaclach) — рідкісний випадок в історії Ірландії — переважно верховний король змінювався в результаті війни, змови, заколоту чи вбивства короля. «Книга захоплень Ірландії» синхронізує його правління з правлінням Птолемея IV Філопатора в Єгипті (221—205 до н. е.). [1], але Джеффрі Кітінг та Чотири майстри відносять час його правління до більш давніх часів (що більш імовірно).